# Пестряков, Артём Олегович
Артём Олегович Пестряков (30 июля 1999, Ростов-на-Дону) — российский футболист, полузащитник.

## Карьера
Воспитанник ростовской Академии футбола имени Виктора Понедельника. Карьеру начал в чемпионате Крыма, где два сезона выступал за «Евпаторию». В сентябре 2020 года подписал контракт с аутсайдером молдавской Национальной дивизии «Кодру» Лозова. Дебютировал 28 сентября в поединке против «Шерифа» (0:6).

## Семья
Отцом игрока является Олег Пестряков (1974) — украинский футболист, выступавший за донецкий «Шахтёр», а также московские ЦСКА и «Спартак».